# Pain suédois
 (mars 2012).

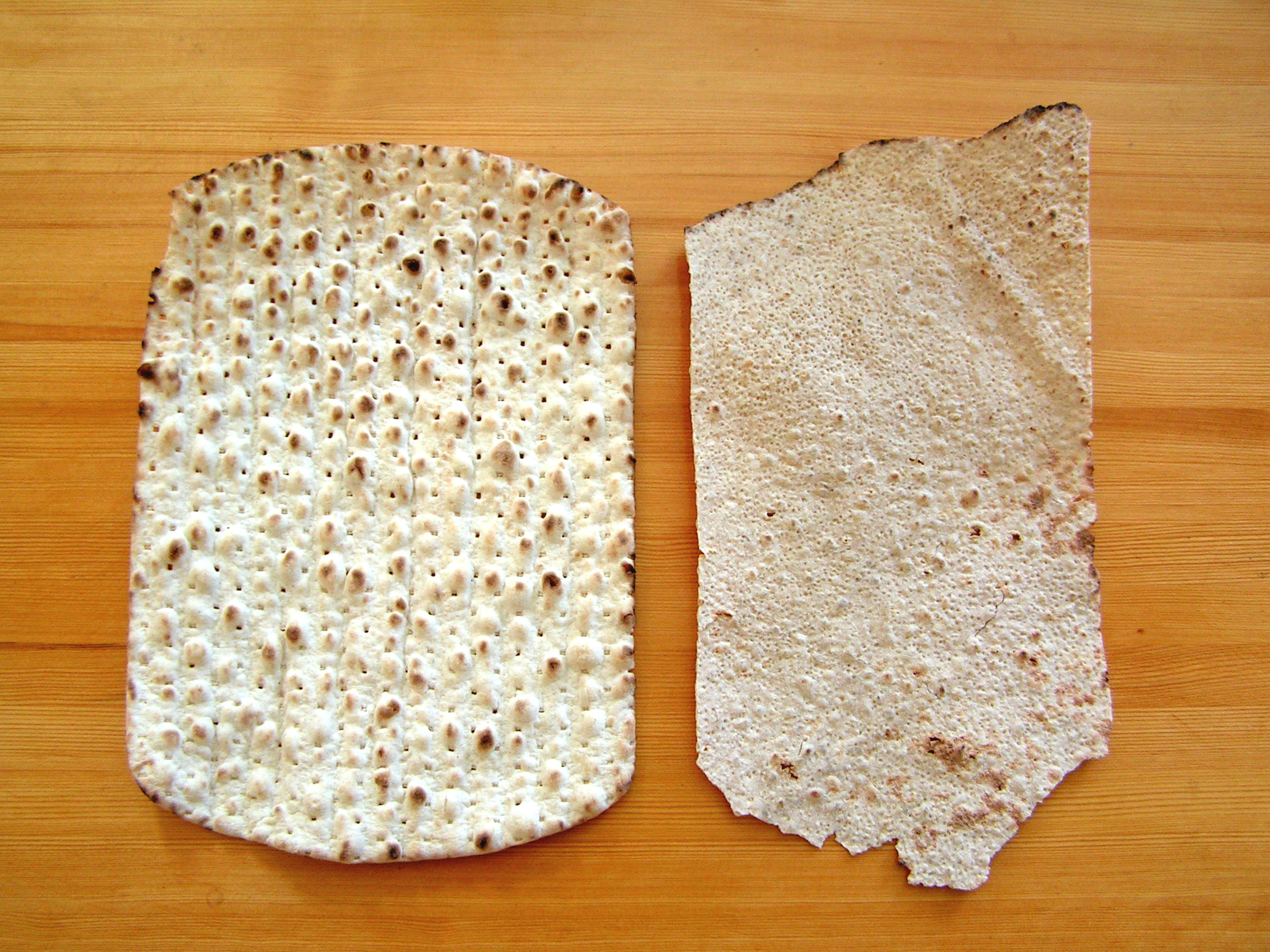
Pain polaire.

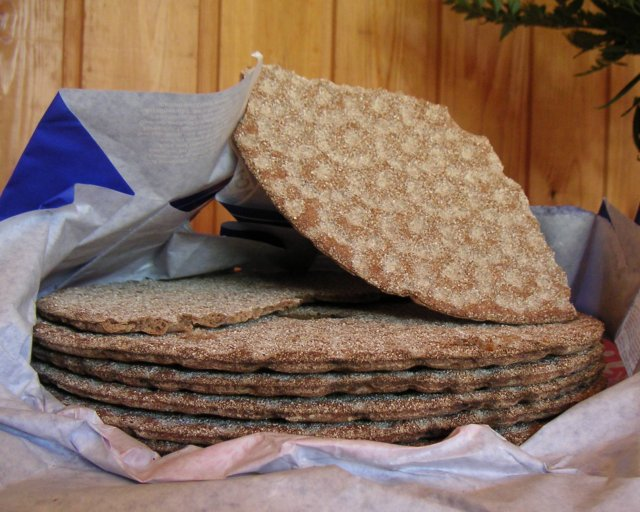
Pain croquant suédois.

En France, on trouve plusieurs types de pain suédois. Les deux plus connus sont probablement le pain polaire et le pain croquant suédois, knäckebröd introduit en France par l'entreprise Wasa.
On a ainsi skorpor (pain croquant à base de blé, sucré ou non sucré), kavring (pain de seigle noir à mie serrée), bergis ou barkis (pain hallah). Dans le concept kaffebröd (pain pour le café), on trouve une diversité de pâtisseries sucrées comme kanelbullar (brioche sucrée à la cannelle) et wienerbröd (pâtisserie à la crème anglaise).